# Nadleśnictwo Jeleśnia
 Nadleśnictwo Jeleśnia – jednostka organizacyjna Lasów Państwowych podległa Regionalnej Dyrekcji Lasów Państwowych w Katowicach. Siedzibą nadleśnictwa jest miejscowość Jeleśnia.

## Historia Nadleśnictwa
Nadleśnictwo jako jednostka organizacyjna zostało utworzone w 1973 roku przez połączenie byłych nadleśnictw: Żywiec i Jeleśnia. Historia lasów Obrębu Jeleśnia jest integralnie związana z historią lasów Żywiecczyzny, wchodzących w skład tzw. Państwa Żywieckiego, którego ostatnim przedwojennym właścicielem był książę Karol Stefan Habsburg. Po zakończeniu II wojny światowej lasy te przejęto na rzecz Skarbu Państwa i utworzono z nich Nadleśnictwo Jeleśnia. Obręb Żywiec natomiast, utworzono w całości z lasów prywatnych właścicieli, upaństwowionych  w 1945 roku w drodze nacjonalizacji. W okresie międzywojennym lasy te były przeważnie własnością średnich właścicieli ziemskich, a częściowo wchodziły w skład byłych dóbr żywieckich Karola Stefana Habsburga (obecne Leśnictwa Czernichów i Kiełbasów).

## Warunki geograficzno-przyrodnicze
Nadleśnictwo Jeleśnia jest położone w Karpackiej Krainie Przyrodniczo-Leśna, Dzielnica Beskidu Śląskiego i Małego oraz Beskidu Żywieckiego. Powierzchnia nadleśnictwa obejmuje ogółem ponad 11,7 tys. ha i tworzą je dwa obręby Jeleśnia i Żywiec podzielone na 16 Leśnictw: Hucisko, Koszarawa Cicha, Koszarawa Bystra, Korbielów, Sopotnia Dolna, Sopotnia Górna, Sopotnia Potok, Romanka Dolna, Romanka Górna, Kiełbasów, Czernichów, Kocierz Rychwałdzki, Kocierz Moszczanicki, Zakocierz, Gilowice, Ślemień. Nadleśnictwo sprawuje także nadzór nad lasami nie stanowiącymi własności Skarbu Państwa o łącznej powierzchni 10.668 ha.
- Siedliska leśne: lasowe górskie 85%, borowe górskie 14%. lasowe wyżynne 1%.
- Główne gatunki lasotwórcze: świerk 74%, buk 15%, jodła 8%, sosna 2%, brzoza 1% z domieszką modrzewia, jaworu, sosny wdziarowej oraz limby przy górnej granicy lasu.
- Podłoże geologiczne Nadleśnictwa tworzą utwory fliszowe warstw magurskich i podmagurskich. Na takim podłożu wytworzyły się gleby brunatne kwaśne, brunatne wyługowane i inne.
- Klimat Nadleśnictwa zalicza się do klimatów górskich i podgórskich krainy pogórza i gór Beskidu Sądeckiego i Zachodniego. Roczna ilość opadów waha się od 950 do 1510 mm w zależności od wysokości n.p.m.

## Ochrona przyrody
Nadleśnictwo w całości zostało zakwalifikowane do lasów ochronnych. Na terenie Nadleśnictwa rośnie wiele drzew pomnikowych, wśród których można podziwiać wiekowe jawory, modrzewie, lipy. a nawet sosnę wejmutkę (leśnictwo Romanka Dolna). 
Znajdują się tu także cenne fragmenty rodzimej przyrody objęte ochroną rezerwatową 
- rezerwat Pilsko — utworzony dla zachowania fragmentu górnoreglowego boru świerkowego w Beskidzie Żywieckim,
- rezerwat Romanka — z fragmentem dawnej puszczy karpackiej w postaci górnoreglowego boru świerkowego, występującego jeszcze tylko w Babiogórskim i Tatrzańskim Parku Narodowym,
- rezerwat Pod Rysianką — utworzony dla zachowania lasu jodłowo-świerkowo-bukowego będącego fragmentem pierwotnej Ruszczy Karpackiej regla dolnego w Beskidzie Żywieckim,
- rezerwat Szeroka — dla zachowania fragmentu naturalnego karpackiego lasu bukowego w Beskidzie Żywieckim,
- rezerwat Madohora — utworzony dla zachowania naturalnych zespołów leśnych występujących na różnorodnych siedliskach oraz w celu zachowania wychodni skalnych na szczycie Madohory zwanej również Łamaną Skałą.